# Большие и Малые Кучугуры
Большие и Малые Кучугуры — орнитологический заказник общегосударственного значения на Украине. Расположен на территории Васильевского района к северо-западу от города Васильевка и к западу от села Каменское. Кучугуры — это группа из нескольких островов в Северо-Восточной части Каховского водохранилища.

## География
Расстояние до ближайшего берега 9 км.
Площадь природоохранной территории — около 4 квадратных километров.
Длина Больших Кучугур 4,5 км с севера на юг, в 3 км от них находится остров Малые Кучугуры. К югу от Больших Кучугур находится остров Гусиный (180*80 м).
Острова — Большие Кучугуры, Малые Кучугуры, Гусиный, Квачиный, Гадючка, Запорожский (затоплен).
Протоки — Перша Правориття, Гадючка, Лилии, Петросянка.
Озера — Соминое, Кишенька.
Урочища — Орлинка, Корчи, Березки, Дзюбин пляж.

## История
В средние века (XIII—XIV век) на территории располагалось золотоордынское городище.
До затопления Каховского водохранилища находились в междуречье Днепра и Конки.
Находилась в полосе наступления 5 ударной армии во время Великой Отечественной войны.
Заказник появился в 1974 году.
С 2006 года является частью заповедника Великий Луг.
С марта по октябрь 2022 было занято российскими войсками.

## Фауна
В 1971 году на островах стали появляться бакланы. К 2010 году их насчитывалось около 20 000 особей. Кормежка бакланов проходит в близлежащих заливах Каховского водохранилища.
Охраняется как место постоянного гнездования перелётных и водоплавающих птиц. Среди которых утка, лоска, цапля, мартина, камышевка, рыбалка, пчелоедка обыкновенная, серый гусь, лебедь-шипун и орлан-белохвост.
Среди животных — куница, ондатра, норка, заяц-русак.

## Флора
Растут камыши и рогоз, ива, тополь белый и чёрный, берёза Днепровская, амфора и тростник.

## Галерея

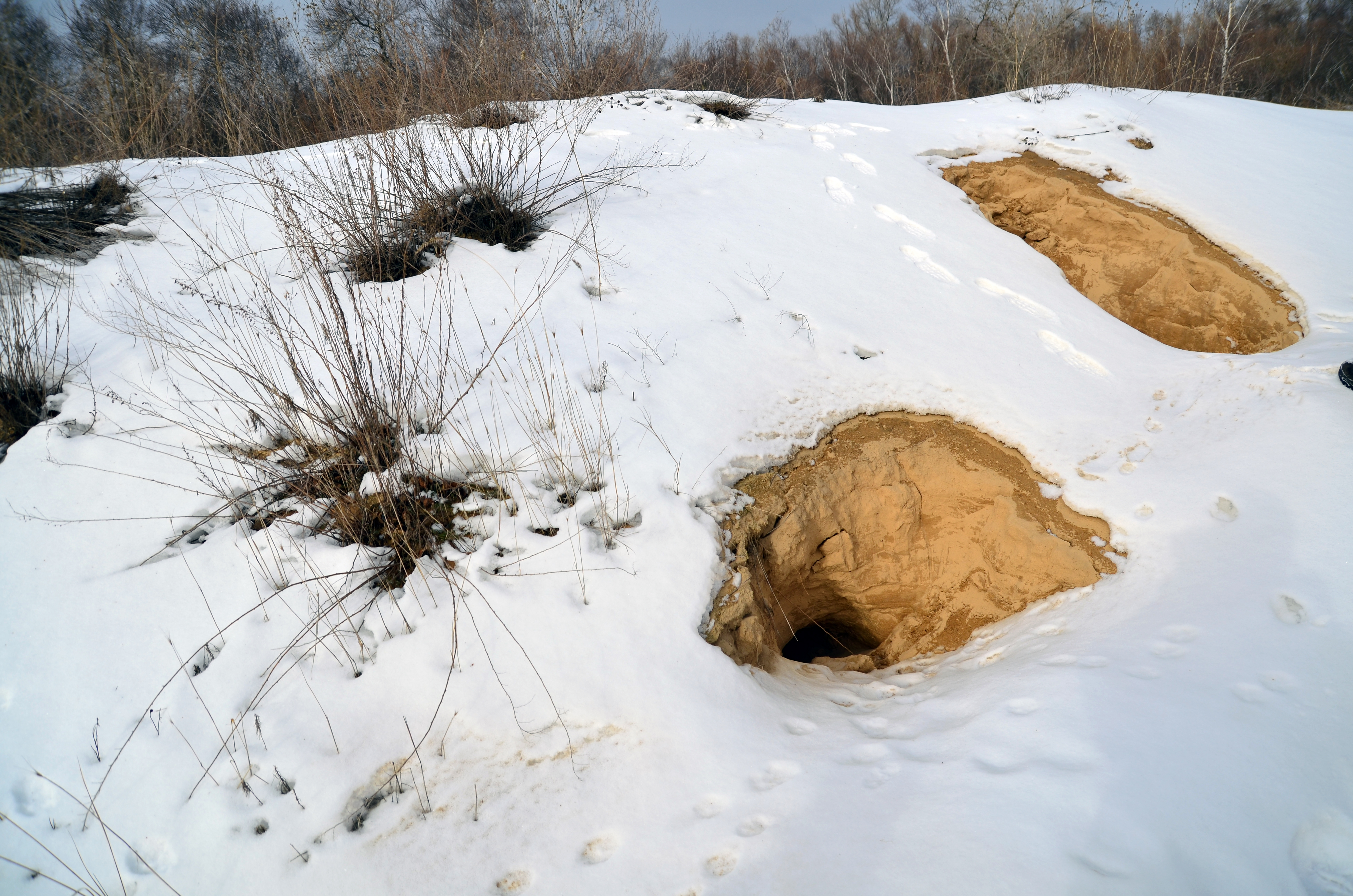
Нора лисы
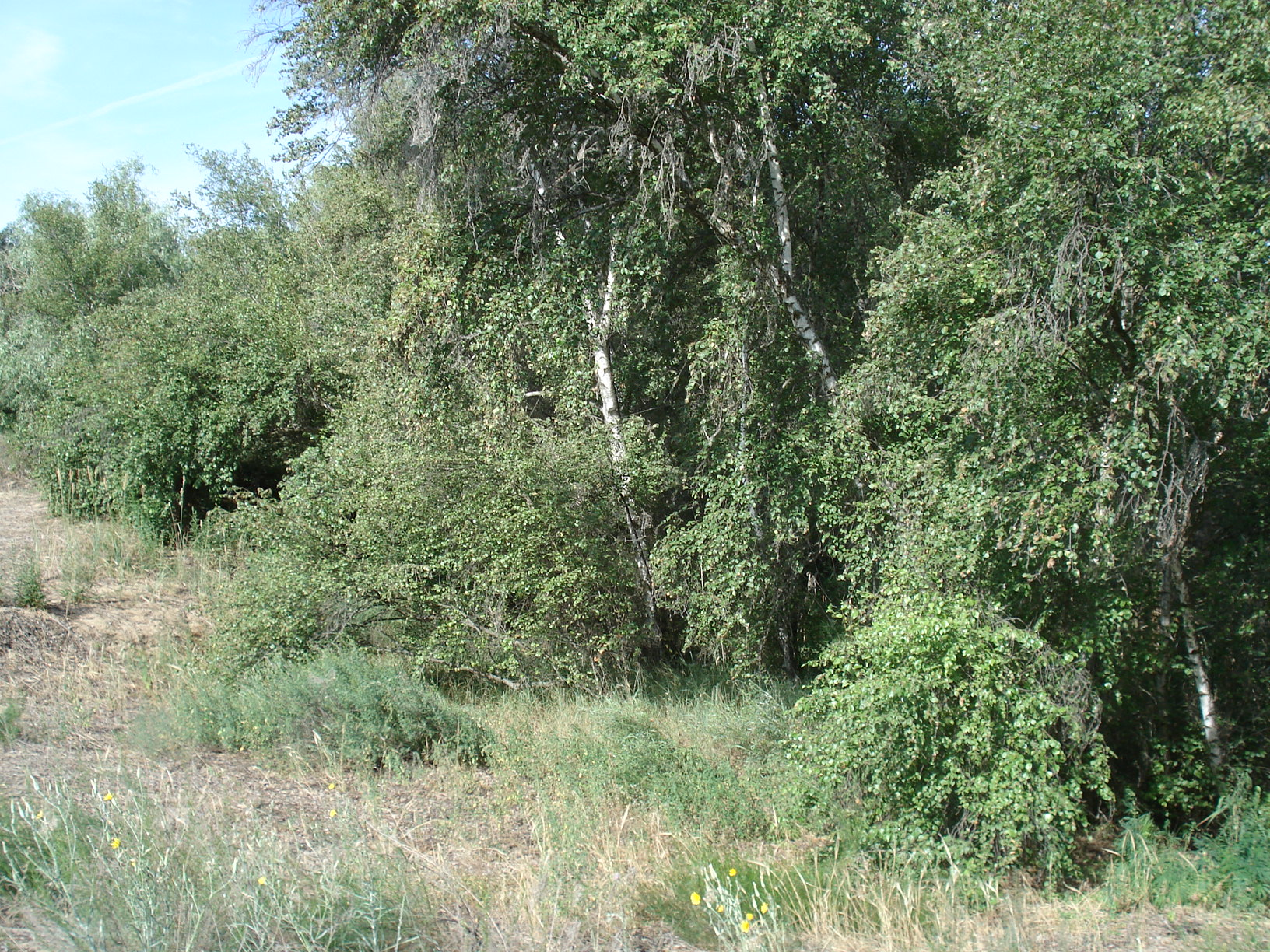
Днепровская берёза
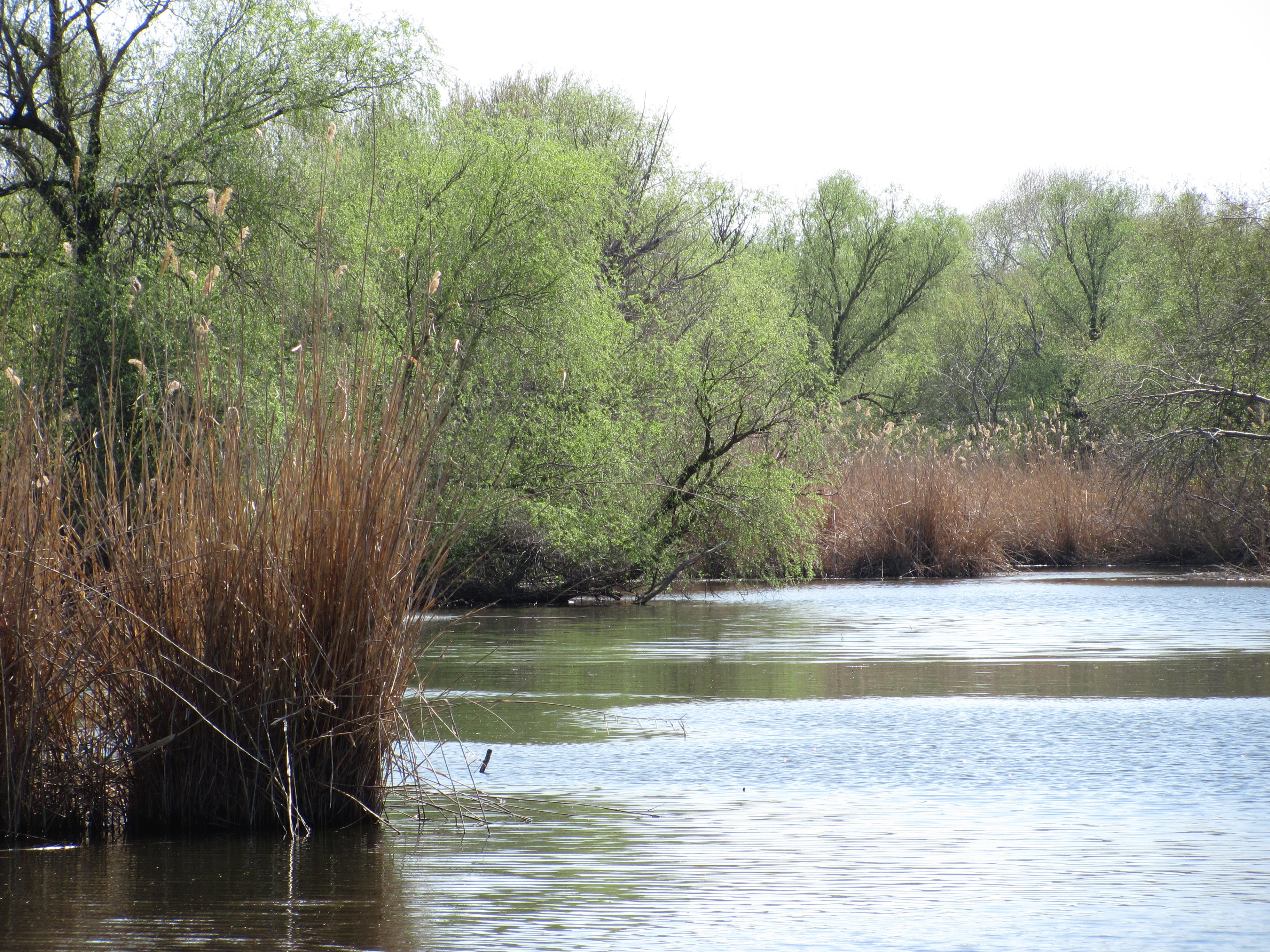
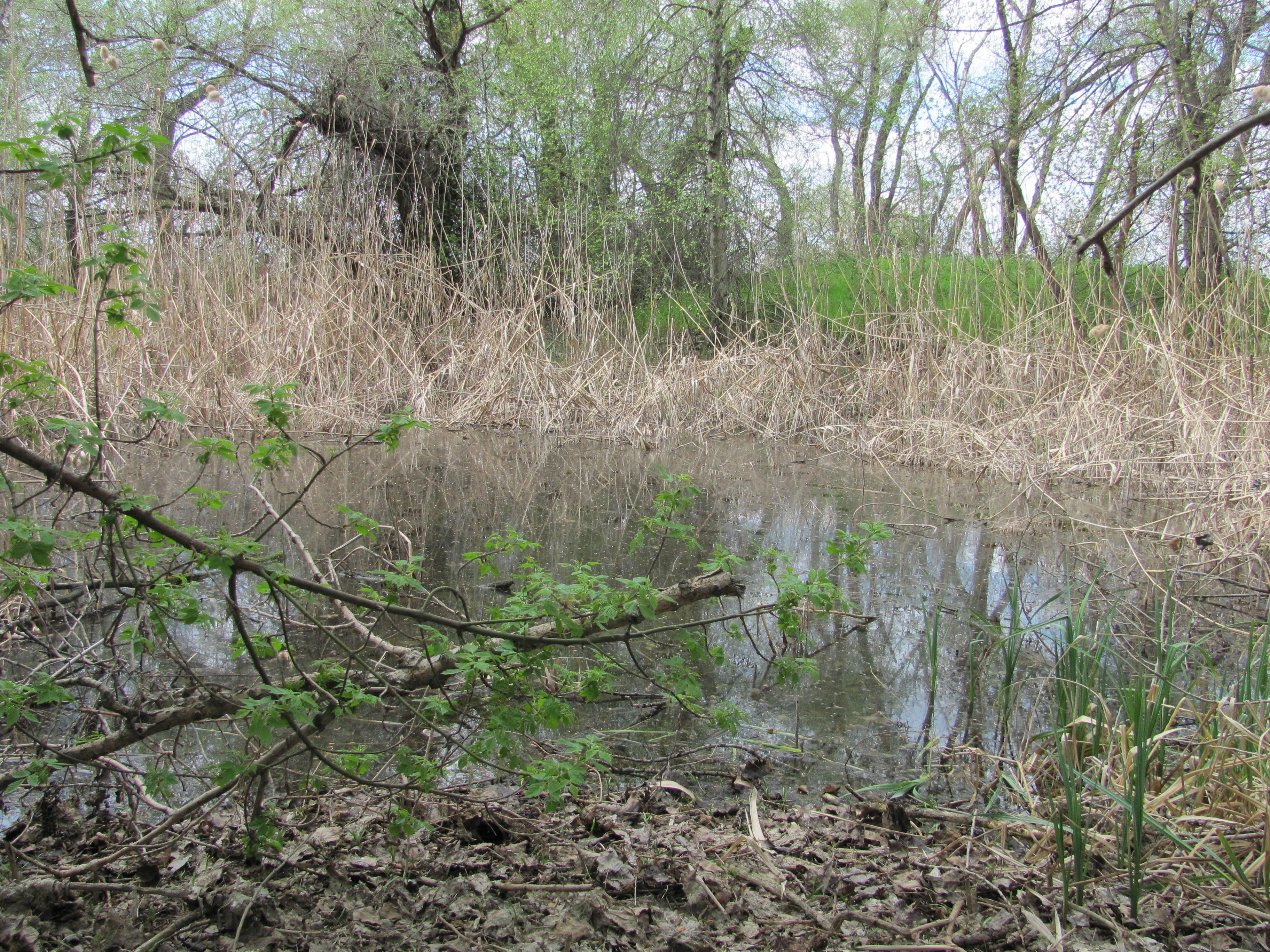
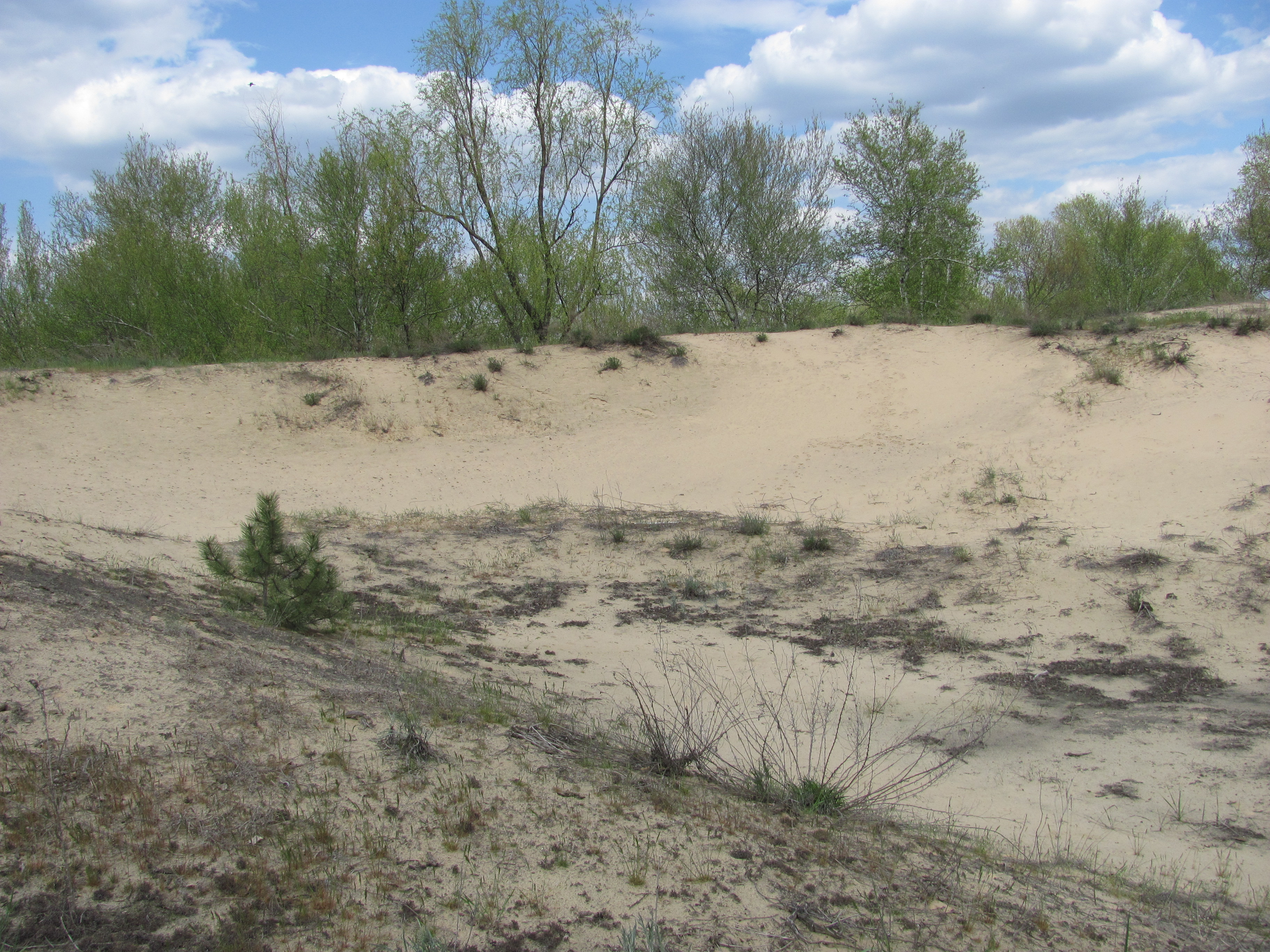
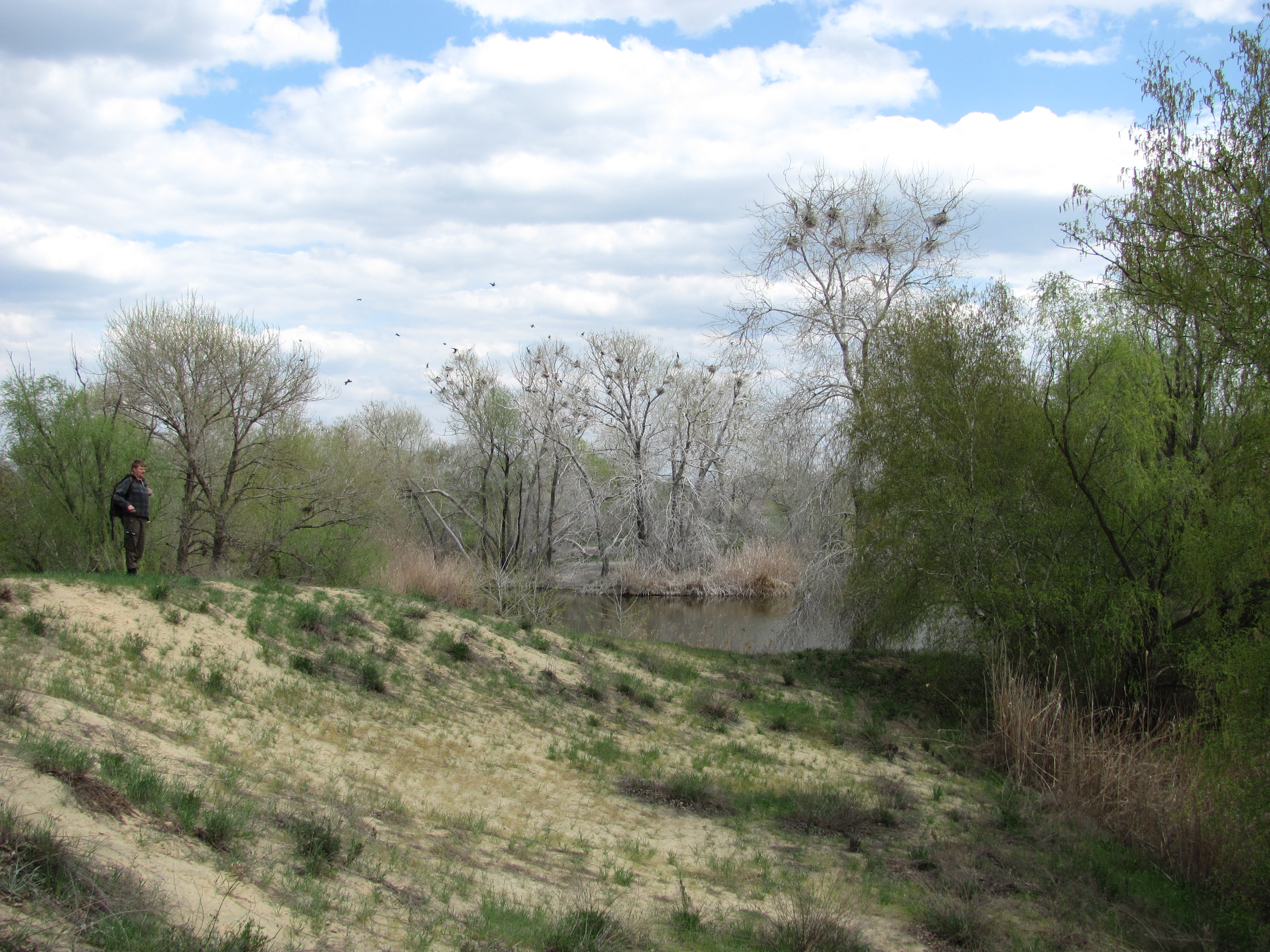
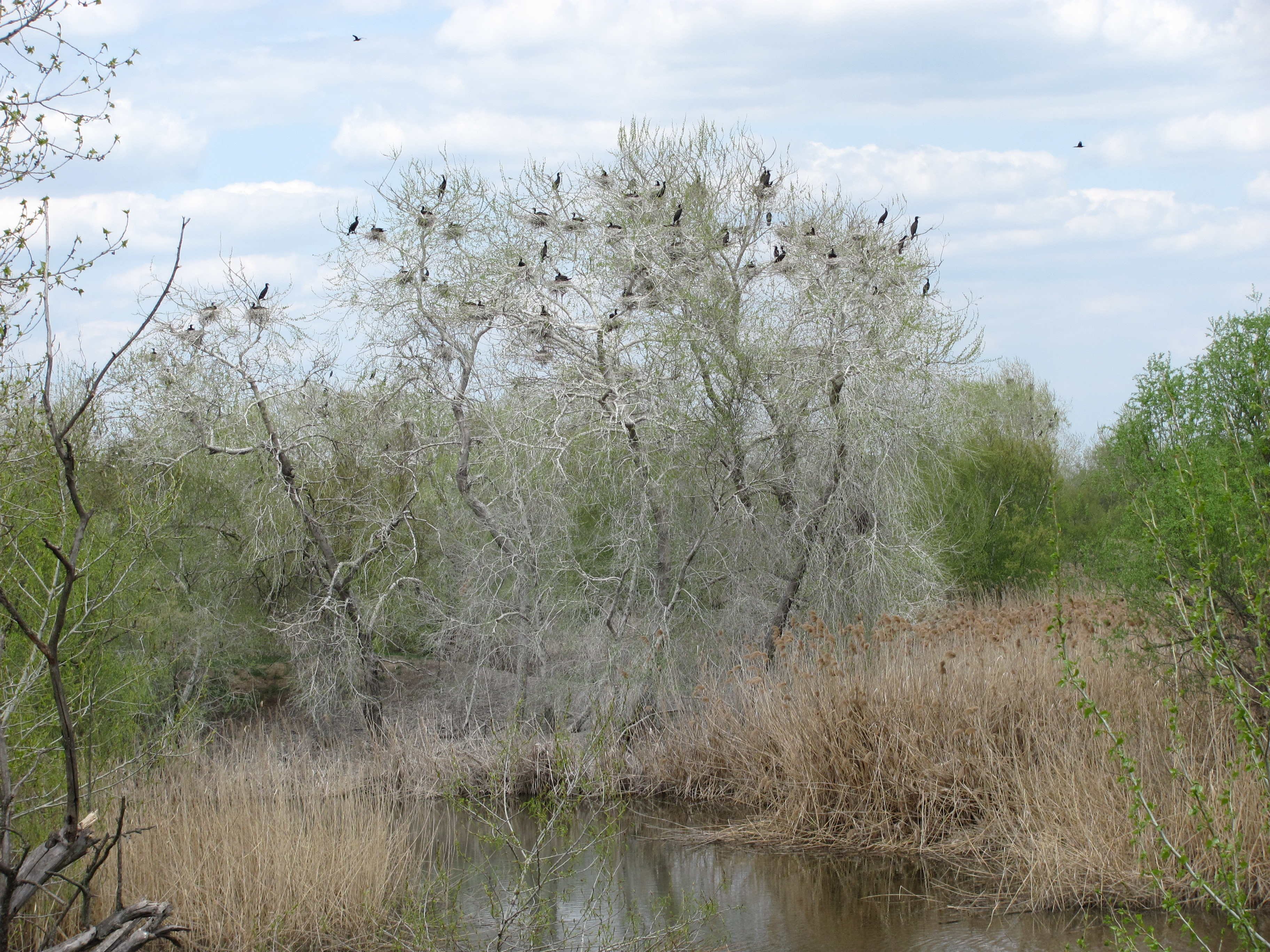